# Mint Hill (Caroline du Nord)
Mint Hill est une ville des États-Unis située en Caroline du Nord dans les comtés de Mecklenburg et d'Union.

## Démographie
| 1980  | 1990   | 2000   | 2010   | - | - |
| ----- | ------ | ------ | ------ | - | - |
| 7 915 | 11 567 | 14 922 | 22 722 | - | - |